# Jagdhof Hasselfelde
Der Jagdhof Hasselfelde, auch Alte Königsburg genannt, ist ein abgegangener königlicher Jagdhof auf dem Gebiet des Ortsteils Stadt Hasselfelde der Stadt Oberharz am Brocken im Landkreis Harz in Sachsen-Anhalt.

## Lage
Der Jagdhof, eine Spornburganlage, lag östlich von Hasselfelde auf dem Bergsporn des sogenannten Käsebergs (Kaiserberg), unmittelbar an der Furt durch die Hassel. Östlich der rundlichen Kernburg können sich auf dem rückwärtigen Plateau, durch Graben und Wall von dieser getrennt, eine Vorburg bzw. Wirtschaftshöfe befunden haben.

## Geschichte
Der Jagdhof wurde während der Regierungszeit König Heinrichs I. (919–936) angelegt. Er diente den ersten deutschen Königen als Aufenthaltsort während ihrer Jagden im Harz. Für die Jahre 1043 und 1052 ist der Aufenthalt Kaiser Heinrichs III. durch hier ausgestellte Urkunden bezeugt. Mit der Schwächung der deutschen Zentralgewalt Ende des 11. Jahrhunderts schied der Jagdhof Hasselfelde aus der Reichsgeschichte aus und wurde Teil der Grafschaft Blankenburg. Um 1150 war die Burg Sitz der Vögte von Hasselfelde, welche von hier aus die Güter der Blankenburger Grafen beaufsichtigten. Mit der Stadtgründung 1222 verlor die Burg ihre Bedeutung. Die Verwaltung des Blankenburger Sitzes wird dann von der mit Mauern umgebenden Stadt Hasselfelde erfolgt sein.